# Hydraena larsoni
Hydraena larsoni är en skalbaggsart som beskrevs av Perkins 2007. Hydraena larsoni ingår i släktet Hydraena och familjen vattenbrynsbaggar. Inga underarter finns listade i Catalogue of Life.